# Lisa Gelius
Lisa Gelius (née le 23 juillet 1909 à Munich et morte le 14 janvier 2006 à Kreuth) est une athlète allemande, spécialiste du lancer du javelot et du 80 mètres haies

## Biographie
Elle remporte quatre médailles lors des Jeux mondiaux féminins dont l'or en 1930 (relais 4 × 100 m) et 1934 (lancer du javelot).
Lors des championnats d'Europe 1938, à Paris, Lisa Gelius remporte la médaille d'or du lancer du javelot et la médaille d'argent du 80 m haies.

### Palmarès
| Date | Compétition           | Lieu  | Résultat | Épreuve           | Performance |
| ---- | --------------------- | ----- | -------- | ----------------- | ----------- |
| 1938 | Championnats d'Europe | Paris | 2e       | 80 m haies        | 11 s 7      |
| 1938 | Championnats d'Europe | Paris | 1re      | Lancer du javelot | 45,58 m     |

### Records
| Épreuve           | Performance | Lieu        | Date              |
| ----------------- | ----------- | ----------- | ----------------- |
| 80 m haies        | 11 s 7      | Bad Nauheim | 7 septembre 1938  |
| Lancer du javelot | 45,74 m     | Sarrebruck  | 11 septembre 1938 |